# موتور رئیسی قلندری هور
موتور رئیسی قلندری هور، روستایی از توابع هور شهرستان فاریاب در استان کرمان ایران است.

## جمعیت
این روستا در دهستان حور قرار دارد و براساس سرشماری مرکز آمار ایران در سال ۱۳۹۵، خالی از سکنه دائم بوده‌است.